# Johann Gottfried Piefke
Johann Gottfried Piefke (Skwierzyna, 9 settembre 1817 – Francoforte sull'Oder, 25 gennaio 1884) è stato un compositore prussiano leader della banda musicale tedesca (Kapellmeister) e compositore di musica militare.

## Biografia
Piefke nacque nel 1815 a Schwerin an der Warthe , una città appartenente al Regno di Prussia (oggi Skwierzyna in Polonia), figlio dell'organista e musicista della città Johann e di sua moglie Dorothea. Il 1 maggio 1835 iniziò il servizio militare come oboista con il Reggimento Leibgrenadier n. 8 a Francoforte sull'Oder. Il 1 settembre 1838 andò all'Accademia di Musica di Berlino. Come oboista dello staff, tornò al suo reggimento con il terzo Corpo d'Armata il 1º giugno 1843. Insieme a parti del suo reggimento, in seguito chiamato "Brezelgarde" dai berlinesi, Piefke giunse a Berlino nel 1852. Lì sviluppò il suo talento come musicista; Sia i professionisti che il suo pubblico gli hanno reso omaggio. Il 23 giugno 1859 gli fu assegnato il titolo di Direttore Musicale Reale e sei anni dopo, il 20 marzo 1865, fu insignito del titolo di Direttore di tutti i cori musicali del terzo Corpo d'Armata da Guglielmo I.
Nel 1860 Piefke tornò a Francoforte, per ragioni militari. Qui sposò una figlia del vicario di Francoforte Johann Carl Hankewitz. Nel 1864 prese parte alla guerra contro la Danimarca.
Nel 1866 prese parte alla guerra contro l'Austria. Il 31 luglio 1866, una grande parata ebbe luogo sul Marchfeld vicino Gänserndorf, circa 20 chilometri a nord-est di Vienna. Quando entrò in città, Johann Gottfried Piefke e suo fratello Rudolf (1835-1900) marciarono alla testa del corpo musicale. In risposta, si dice che i viennesi abbiano proclamato "I Piefkes stanno arrivando!", che in seguito divenne il nome della squadra austriaca per l'I.A. tedesco. Tuttavia, questa connessione non è stabilita.
Durante la guerra franco-prussiana del 1870, Piefke si ammalò durante l'assedio di Metz e non fu in grado di tornare alla sua unità fino al 1871. Dopo la fine della guerra Piefke si dedicò sempre più alla musica classica. Tenne numerosi concerti a Francoforte e diresse tour.
Gottfried Piefke morì il 25 gennaio 1884. Tre giorni dopo fu sepolto con lode militare nel Vecchio Cimitero, oggi Kleistpark Frankfurt (Oder). Il luogo di sepoltura non è stato conservato. A Gänserndorf, dove Piefke e suo fratello Rudolf avevano diretto un corpo musicale nel luglio 1866, nel settembre 2009 è stato eretto un monumento con una "scultura sonora fatta di Cortenstahl". 
Tra le sue opere più celebri abbiamo la Koeniggraetzer Marsch, composta dopo la vittoria prussiana nella battaglia di Königgratz, la Preußens Gloria, composta dopo la vittoria nella guerra franco-prussiana e la Düppeler Schanzen-Marsch. Morì il 25 gennaio 1884 a Francoforte sull'Oder. Ha composto anche la Pochhammer Marsch, la Siegesmarch, la Gitana Marsch, la Margarethen Marsch, la Kaiser Wilhelm V Siegesmarsch, la Der Alsenströmer e la Der Lymfjordströmer.

## Onorificenze
Piefke ha ricevuto le seguenti medaglie:
- Duppeler-Sturmkreuz, 1864

- Medaglia d'oro dell'Imperatore d'Austria, 1865

- Ordine reale della casa di Hohenzollern, 1869

- Croce di ferro di seconda classe, 1870

- Ordine prussiano della corona, 1880